# Megascops petersoni
La lechuza canela, autillo canela, autillo de Peterson o curucucú acanelado (Megascops petersoni) es una especie de pequeño autillo sudamericano endémico de las selvas montañosas de Perú y Ecuador.